# 航天科工火箭技术有限公司
航天科工火箭技术有限公司也称为ExPace 是一家位于中国湖北省武汉市的太空火箭公司，隶属于中国航天科工集团第四研究院，是其商业火箭部门，公司大院位于武汉国家航天工业基地航天工业园。ExPace专注于向低地球轨道发射小型卫星，该公司成立于2016年2月16日。

## 快舟火箭
ExPace的快舟系列火箭使用固体火箭发动机，基于中国的ASAT和BMD中段拦截弹。快舟系列火箭开发始于2009年，ExPace的发射费用为每公斤10,000美元。